# 亀住町
亀住町（かめずみちょう）は、神奈川県横浜市神奈川区の町名。丁目のない単独町名である。住居表示未実施区域。

## 地理
神奈川区東部に位置する。北で浦島丘、北東の踏切上の一点で七島町、東で子安通、南東で浦島町、南で新町、西で東神奈川、北西の線路上の一点で立町と隣接する。北のJR東日本東海道本線・横浜線及び南の京急本線に挟まれた市街地にあたる。

## 歴史

### 地名の由来
町名は付近に浦島伝説で知られる「浦島山」があることによる。

### 沿革
1932年（昭和7年）1月1日、神奈川町字浦島丘および新町のそれぞれ一部から町として新設された。1976年（昭和51年）、東神奈川地区の土地区画整理事業に伴い、一部を分離して東神奈川2丁目とし、神奈川通・子安通の各一部を編入した。1931年（昭和5年）に建設された神奈川県立金属工業指導所は、第二次世界大戦後に米軍神奈川ミルクプラントとされ町域内の少なからぬ部分を占めていたが、2000年（平成12年）3月31日に返還された。

## 世帯数と人口
2025年（令和7年）6月30日現在（横浜市発表）の世帯数と人口は以下の通りである。
| 町丁   | 世帯数  | 人口  |
| ------ | ------- | ----- |
| 亀住町 | 332世帯 | 620人 |

### 人口の変遷
国勢調査による人口の推移。
| 年                 | 人口 |
| ------------------ | ---- |
| 1995年（平成7年）  | 732  |
| 2000年（平成12年） | 703  |
| 2005年（平成17年） | 628  |
| 2010年（平成22年） | 572  |
| 2015年（平成27年） | 578  |
| 2020年（令和2年）  | 626  |

### 世帯数の変遷
国勢調査による世帯数の推移。
| 年                 | 世帯数 |
| ------------------ | ------ |
| 1995年（平成7年）  | 283    |
| 2000年（平成12年） | 290    |
| 2005年（平成17年） | 278    |
| 2010年（平成22年） | 252    |
| 2015年（平成27年） | 274    |
| 2020年（令和2年）  | 321    |

## 小・中学校の学区
市立小・中学校に通う場合、学区は以下の通りとなる（2024年11月時点）。
| 番地 | 小学校               | 中学校               |
| ---- | -------------------- | -------------------- |
| 全域 | 横浜市立神奈川小学校 | 横浜市立浦島丘中学校 |

## 事業所
2021年（令和3年）現在の経済センサス調査による事業所数と従業員数は以下の通りである。
| 町丁   | 事業所数 | 従業員数 |
| ------ | -------- | -------- |
| 亀住町 | 14事業所 | 459人    |

### 事業者数の変遷
経済センサスによる事業所数の推移。
| 年                 | 事業者数 |
| ------------------ | -------- |
| 2016年（平成28年） | 15       |
| 2021年（令和3年）  | 14       |

### 従業員数の変遷
経済センサスによる従業員数の推移。
| 年                 | 従業員数 |
| ------------------ | -------- |
| 2016年（平成28年） | 544      |
| 2021年（令和3年）  | 459      |

## 交通

### 鉄道
JR東日本東海道本線・横浜線が通るが駅は設置されていない。南部に京急本線・神奈川新町駅が設置され、ホームの全体を含んだ駅の大部分を占める。

## 施設
- 浦島保育園
- 白百合乳児保育園
- 第二白百合乳児保育園
- 亀住町公民館

### かつて存在した施設
- 神奈川県立金属工業指導所
- 在日米陸軍第17地域支援部隊神奈川ミルクプラント - 神奈川県立金属工業指導所の跡地に第二次世界大戦後建設されたアメリカ軍の乳製品工場であり、アメリカ軍に乳製品やアイスクリームを供給していた[9]。2000年（平成12年）3月31日の返還後解体され、跡地は浦島公園を拡張し整備された[9]。

## その他

### 日本郵便
- 郵便番号 : 221-0041[3]（集配局：神奈川郵便局[19]）

### 警察
町内の警察の管轄区域は以下の通りである。
| 番・番地等 | 警察署       | 交番・駐在所 |
| ---------- | ------------ | ------------ |
| 全域       | 神奈川警察署 | 神奈川通交番 |

## 参考資料
- 「角川日本地名大辞典」編纂委員会 編『角川日本地名大辞典 14 神奈川県』角川書店、1984年6月。ISBN 4-04-001140-6。
- 横浜市市民局総務部住居表示課 編『横浜の町名』横浜市市民局、1996年。
- “横浜市町区域要覧” (PDF).   横浜市市民局 (2016年6月). 2022年9月6日閲覧。